# Корнилов, Яков Савинович
Яков Савинович Корнилов (1818 Санкт-Петербург Российская империя — 1893 Санкт-Петербург Российская империя) — русский художник, исторический и портретный живописец, предприниматель.
Родной дядя русских революционерок, народниц, сестёр Веры, Любови и Александры Корниловых.

## Биография
Родился в семье старообрядца, одного из основателей фирмы по продаже фарфоровых и стеклянных изделий «Братья Корниловы» купца 2-й гильдии Савина Васильевича Корнилова и Марии Васильевны (в девичестве Одноушенской, †1850). В семье выросли пять сыновей: Пётр (1806—1881), Михаил (1807—1886), Иван (1811—1878), Василий (1816—1878), Яков, и четыре дочери. Мать привлекла к семейному делу сыновей, которые многие годы вместе работали над развитием предприятия. Братья лишь в 1869 году поделили фирму между собой.

С 1844 по 1852 год был вольноприходящим учеником Академии художеств в Санкт-Петербурге.

После смерти матери уговорил братьев отпустить его окончить обучение живописи. 

В 1852 году получил звание неклассного художника за картину «Святой Пётр в темнице». 

В 1860 году была вручена Большая серебряная медаль за картину «Итальянка, держащая в корзине виноград».

В 1867 году получил звание классного художника с правом на чин коллежского регистратора.

Работал в Италии, Франции. Длительное время жил в Западной Европе.